# 染色体学会
一般財団法人 染色体学会（せんしょくたいがっかい、英語: The Society Of Chromosome Research (SCR)）は、日本の学術研究団体の一つ。

## 概要
1949年4月5日設立。学術研究団体としての種別は単独学会。
国内においては生物科学学会連合に、国際学術連合体としてはAsia Chromosome ColloquiumやAsia Pacific Chromosome Colloquiumに加入している。
国際会議としては、ACC5APCC6APCC7(On Line Conference)を共催し、その他の国際活動として国際学会招待講演者・学生派遣サポートを行っている。

## 沿革
- 1949年 - 財団法人染色体学会発足。
- 2013年 - 一般財団法人染色体学会へ移行。

## 刊行物

### Chromosome Science
- 誌名（和文）：Chromosome Science
- 誌名（欧文）：Chromosome Science
- 創刊年：1997
- 資料種別：ジャーナル（査読付き論文を含む）
- 使用言語：英語のみ
- 発行形態：印刷体、eジャーナル
- 著作権帰属先：学会
- クリエイティブコモンズ：定めていない
- 購読：有料